# Cadier en Keer
Cadier en Keer (Limburgs: Keer) is een Zuid-Limburgs (Nederland) dorp in de gemeente Eijsden-Margraten. In 2023 telde het dorp 3.600 inwoners.

## Ligging
Het dorp ligt aan de provinciale weg tussen Maastricht, Gulpen en Vaals (de N278). Door de ligging dicht bij Maastricht is het vooral een forensendorp. Het dorp heeft zich sinds de jaren 1960 hoofdzakelijk ten noorden van de N278 ontwikkeld. Naburige plaatsen zijn Margraten, Berg en Terblijt en Bemelen.
Het dorp ligt op het Plateau van Margraten, dat ten zuiden van het dorp ingesneden wordt door het droogdal Dorregrubbe en ten noorden door het droogdal Sibbersloot. Het landelijk gebied rondom Cadier en Keer vormt, vanaf Maastricht komend, de entree naar het Zuid-Limburgse Heuvelland, met een riant panorama op Maastricht en het Maasdal. De archeologische site Backerbosch wordt omsloten door oude bossen, glooiende landerijen en twee wijngaarden.
In de buurtschap Berg zijn een aantal -deels voormalige- kloosters en katholieke instellingen te vinden, zie aldaar.

## Etymologie
De namen Cadier en Keer zouden, volgens taalkundige Riemer Reinsma, eenzelfde oorsprong kunnen hebben. De naam Cadier zou zijn oorsprong ontlenen aan het Latijnse Calidarium, hetgeen 'plaats voor warme baden' betekent. In vroegere tijden lag de taalgrens ietwat noordelijker. Het dorp was oorspronkelijk Romaanstalig en heette Calidier, later verbasterd naar Caidier. Toen ook Germaanstaligen zich in de streek vestigden, viel omstreeks 1400 de -d weg en werd de naam verbasterd naar Caieer. Dit werd nog later - omstreeks 1600 - als Keer geschreven. Uit 1736 dateert een vermelding Cadier ofte Keer.
De naam zou volgens een andere verklaring betrekking kunnen hebben op het het Keltische woord kadeir, dat 'hoogte' of 'heuvel' betekent (zie etymologie bij Cauberg).

## Geschiedenis

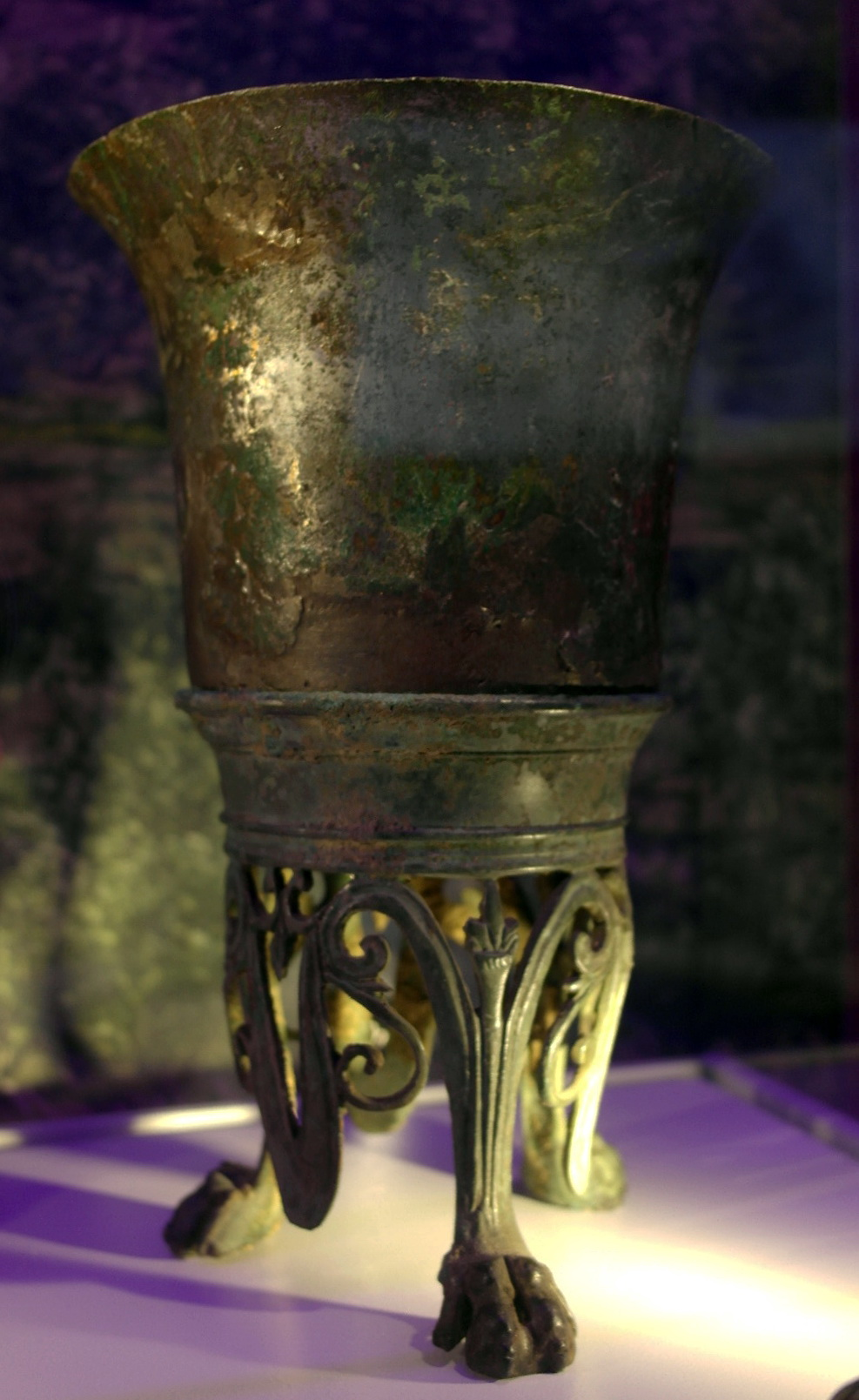
Bronzen beker (RMO, Leiden)

In het gebied Backerbosch zijn eind 19e eeuw door de amateurarcheoloog Jozef Habets de resten opgegraven van de Romeinse villa Backerbosch, een van de weinige villae van het type villa urbana in Nederland, een luxueus landhuis van een welgestelde stedeling of grootgrondbezitter. Op het terrein werd in 1879 een bronzen beker met een bijbehorende, rijkversierde driepoot gevonden, beide daterend uit de 2e eeuw na Chr. Volgens Habets' aantekeningen stonden beide voorwerpen in een nis. Deze en de meeste andere opgegraven voorwerpen bevinden zich thans in het Rijksmuseum van Oudheden in Leiden.
Vanaf de middeleeuwen behoorde Keer, evenals het nabijgelegen Heer, tot de zogenaamde Elf banken van Sint-Servaas, een formeel rijksvrij gebied, behorend tot het kapittel van Sint-Servaas in Maastricht. Cadier behoorde tot 1244 tot het graafschap Dalhem, dat daarna opging in de landen van Overmaas van het hertogdom Brabant.
Tot begin 19e eeuw bestonden er twee aparte plaatsen; enerzijds Cadier, dat een zelfstandige gemeente was, en anderzijds Keer, dat met Heer de gemeente Heer en Keer vormde. Nadat deze plaatsen volledig aan elkaar waren gegroeid, ontstond in het jaar 1828 de nieuwe gemeente Cadier en Keer, die tevens het afzonderlijke gehucht Sint Antoniusbank omvatte. Deze gemeente ging per 1 januari 1982 op in de gemeente Margraten. Eerder al waren delen ervan geannexeerd door de gemeente Maastricht.

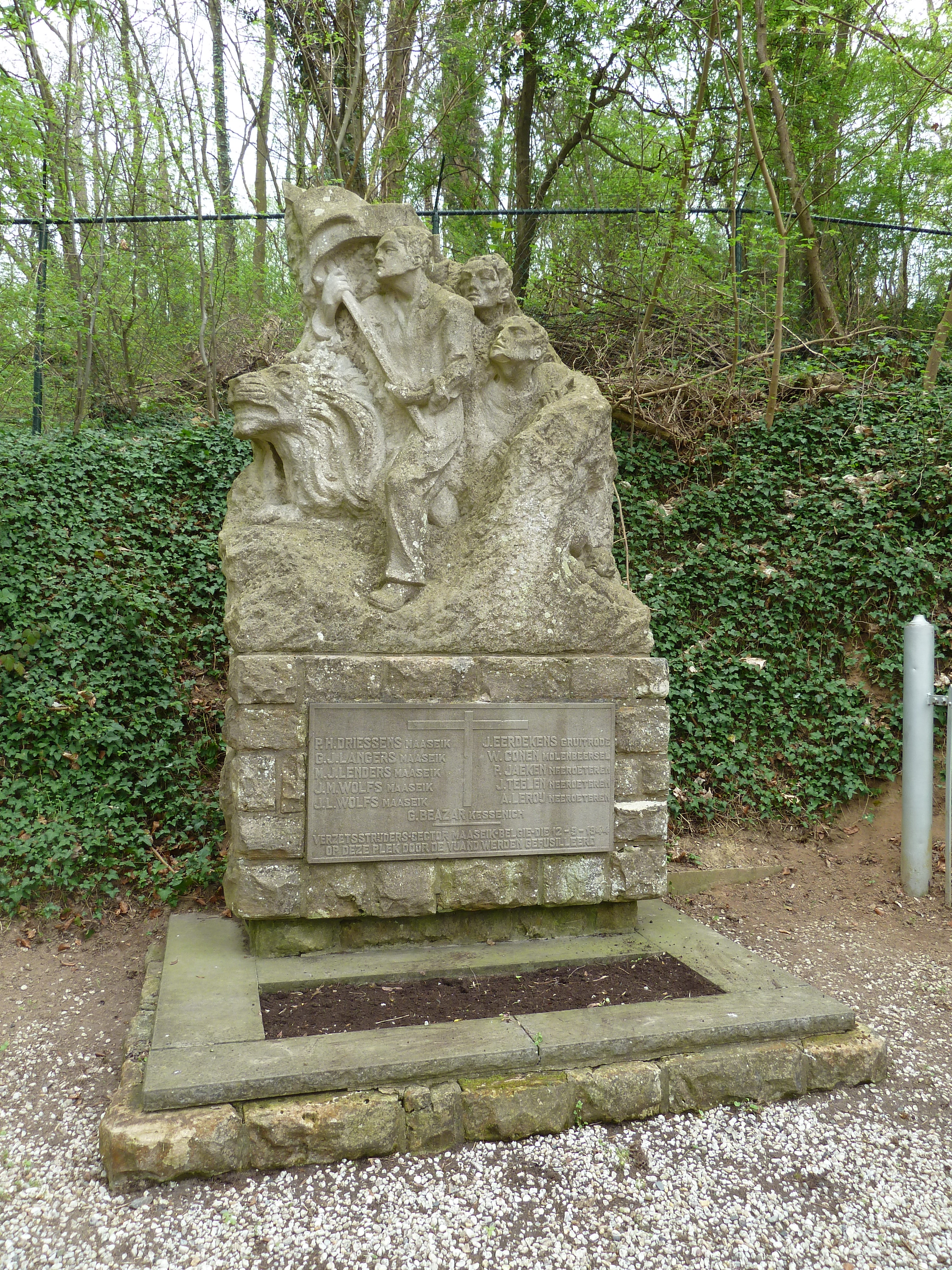
Belgisch monument (Cadier en Keer)

Cadier en Keer heeft in de periode van 16 maart 1925 tot de opheffing op 5 april 1938 een halte gehad aan de tramlijn tussen Maastricht en Gulpen als onderdeel van de tramlijn Maastricht - Vaals op de plaats waar de Zwarte Weg uit komt op de Keunestraat ten noordoosten van het dorp. De Zwarteweg volgt nog een groot stuk het tracé dat op de plaats van het viaduct de Rijksweg kruiste om even later de weg via diezelfde Rijksweg te volgen naar Margraten. De eerstvolgende haltes waren in het westen bij Sint Antoniusbank en in het oosten aan de Rijksweg te Margraten.
Het dorp vormde met Sint Antoniusbank een gemeente tot die in 1982 deel uit ging maken van de gemeente Margraten die op haar beurt in 2011 onderdeel werd van de fusiegemeente Eijsden-Margraten.

## Bezienswaardigheden

### Religieus erfgoed
Het oudste monumentale gebouw is de 12e-eeuwse kerktoren van de parochiekerk. Het bijbehorende kerkgebouw is in de jaren 1950 afgebroken en vervangen door de huidige Heilige-Kruisverheffingskerk. Bij de kerk staat een in 1928 opgericht Heilig Hartbeeld.
De diverse kloosters en katholieke instellingen, deels ook geklasseerd als rijksmonument, worden beschreven onder het lemma van de nabijgelegen buurtschap Berg. Bij het dorp bevinden zich twee Lourdesgrotten, waaronder de Lourdesgrot aan de Pater Kustersweg en de Lourdesgrot op het terrein van het Missiehuis. Onderdeel van het kloostercomplex van het Missiehuis zijn verder de Kerkhofkapel en de kruiswegtuin.

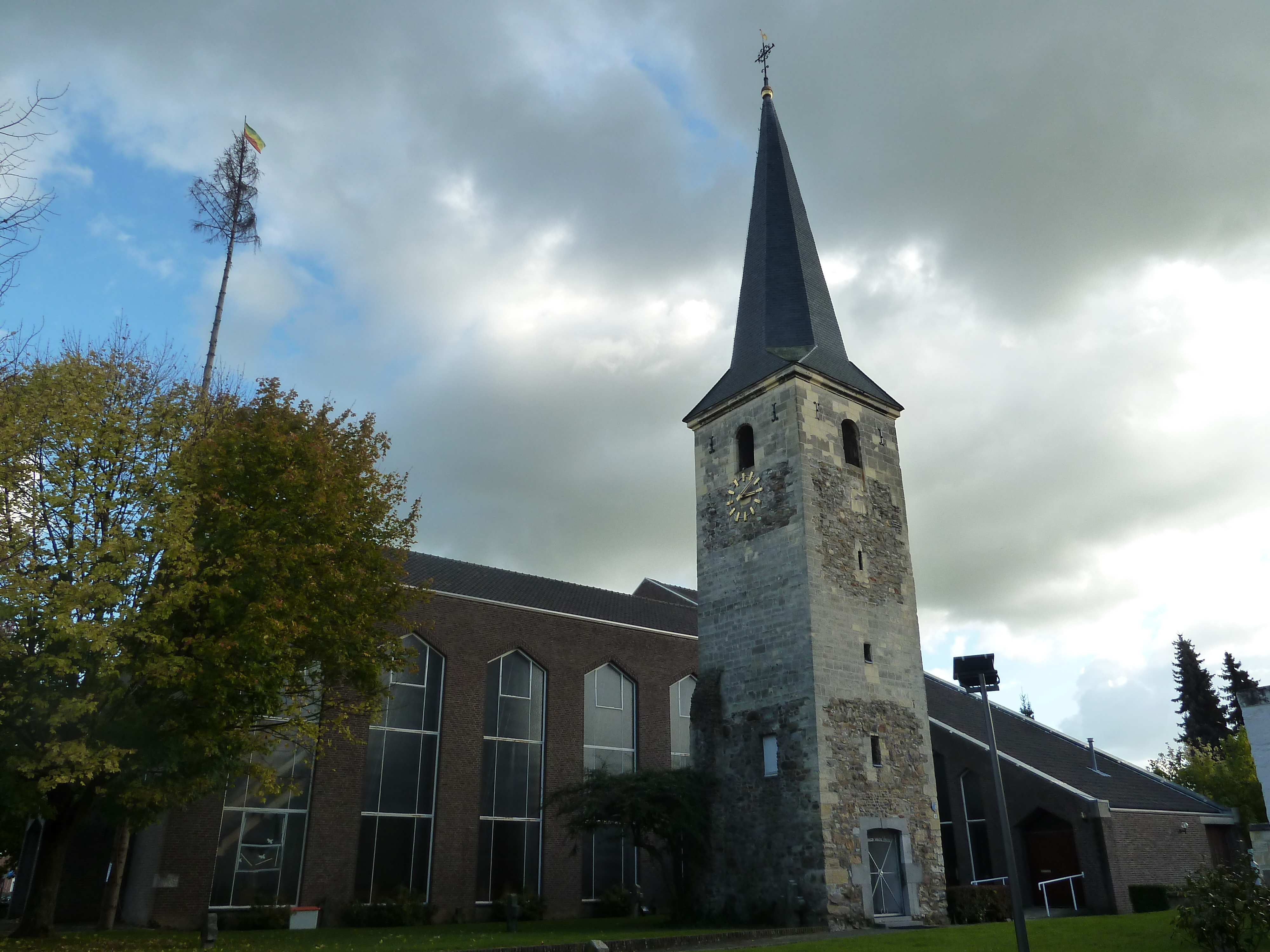
Parochiekerk
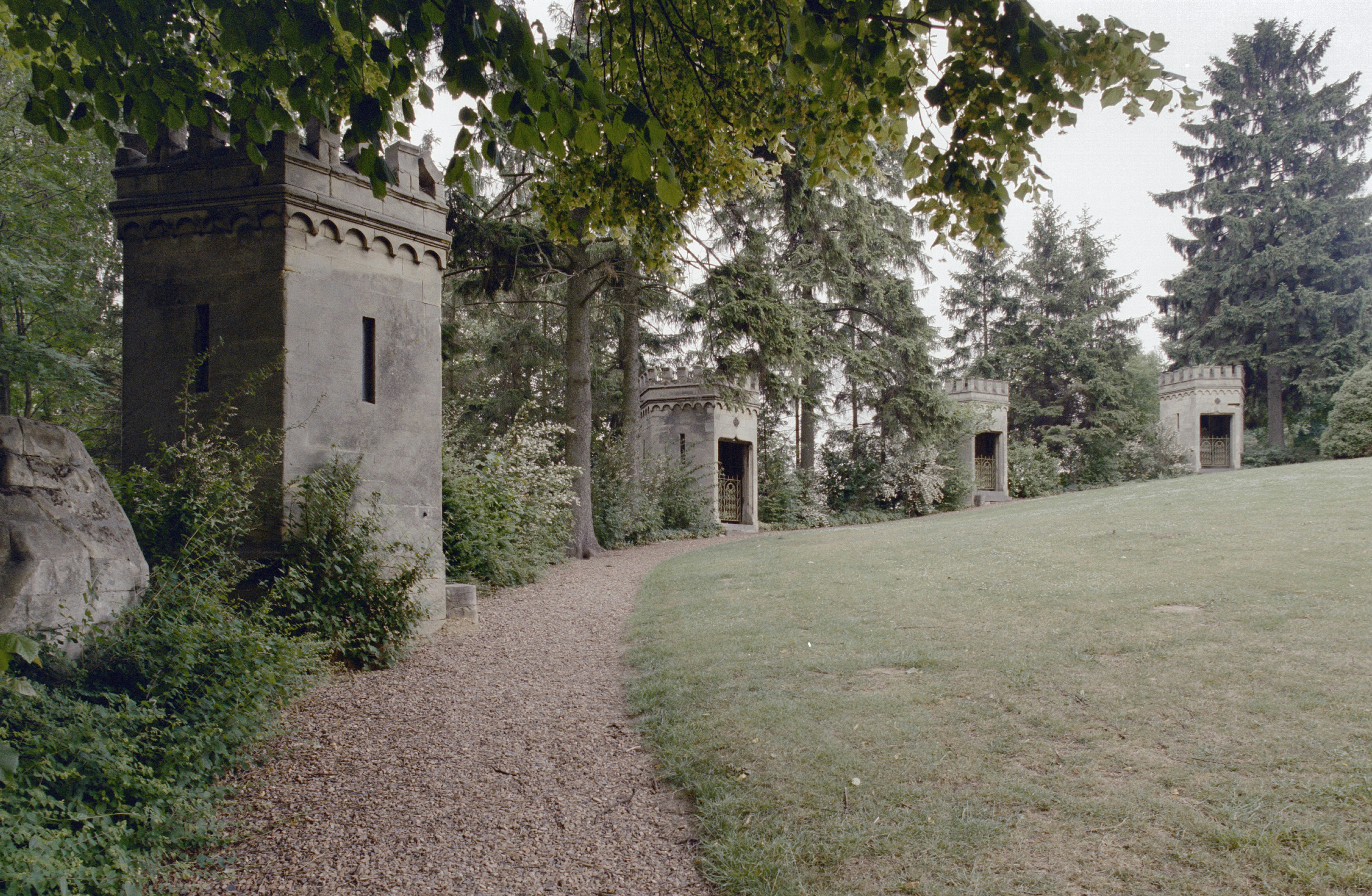
Kruiswegstaties
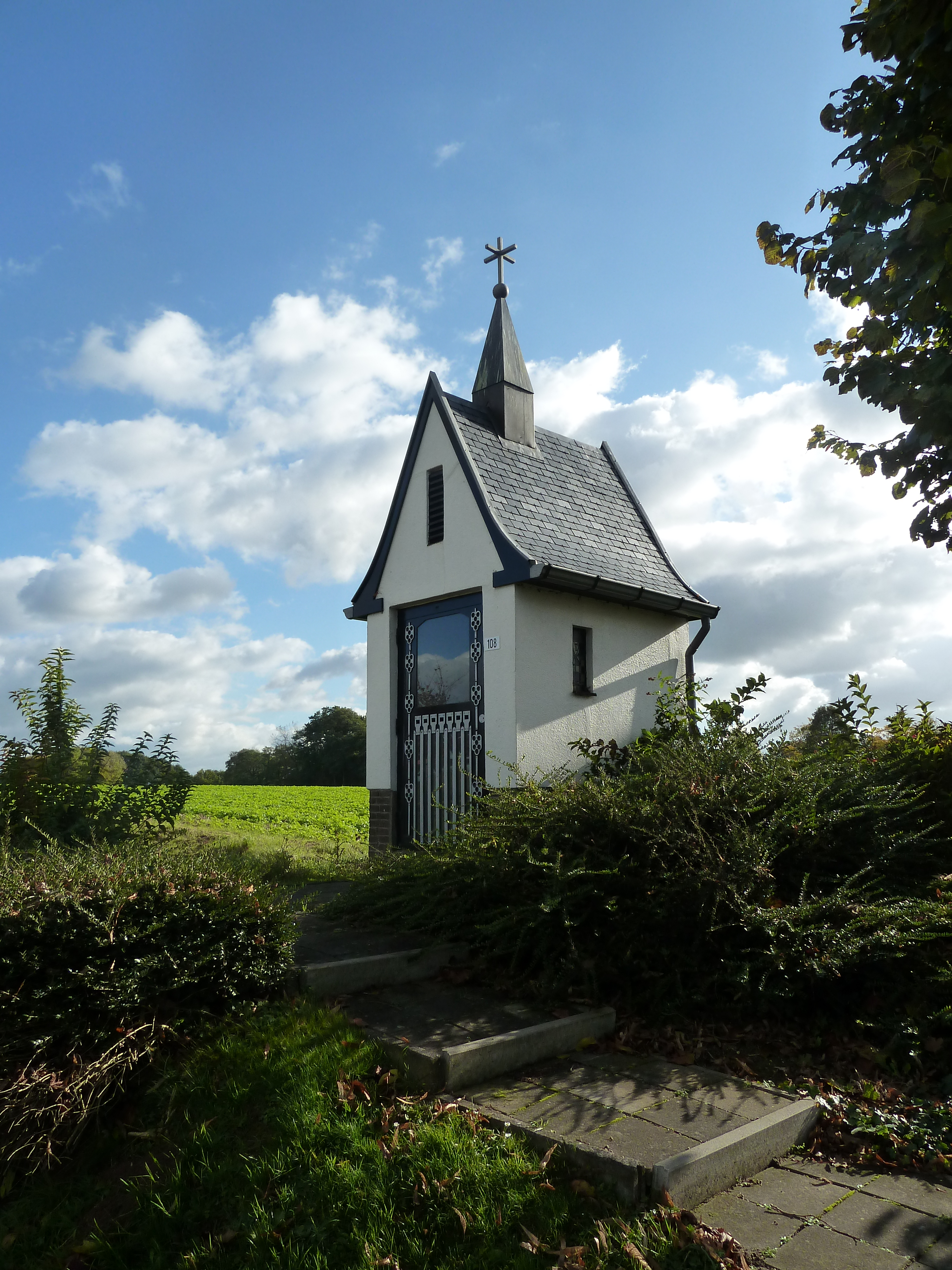
Sint-Blasiuskapel aan de Rijksweg-Blankenberg
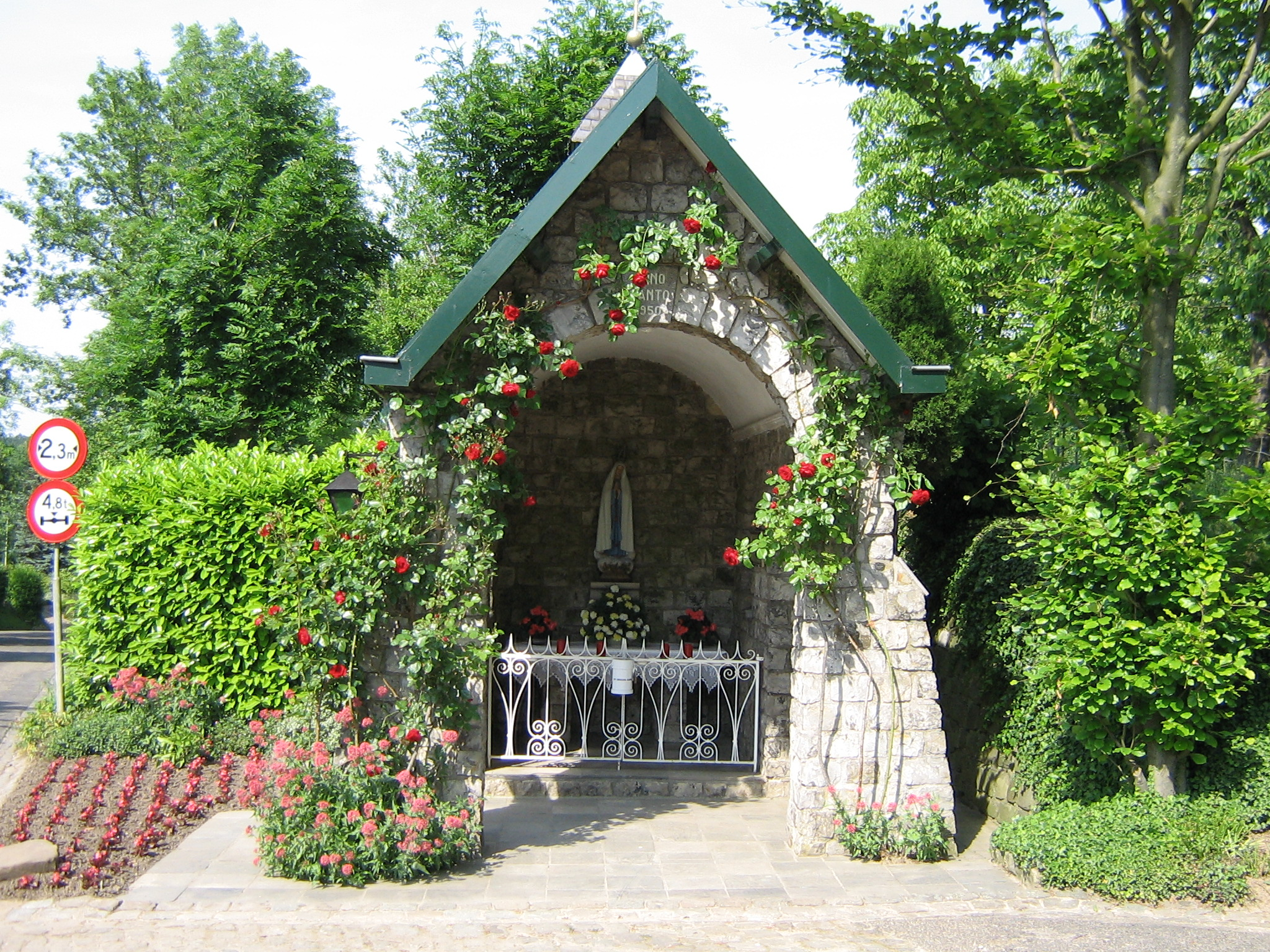
Mariakapel aan de Keunestraat
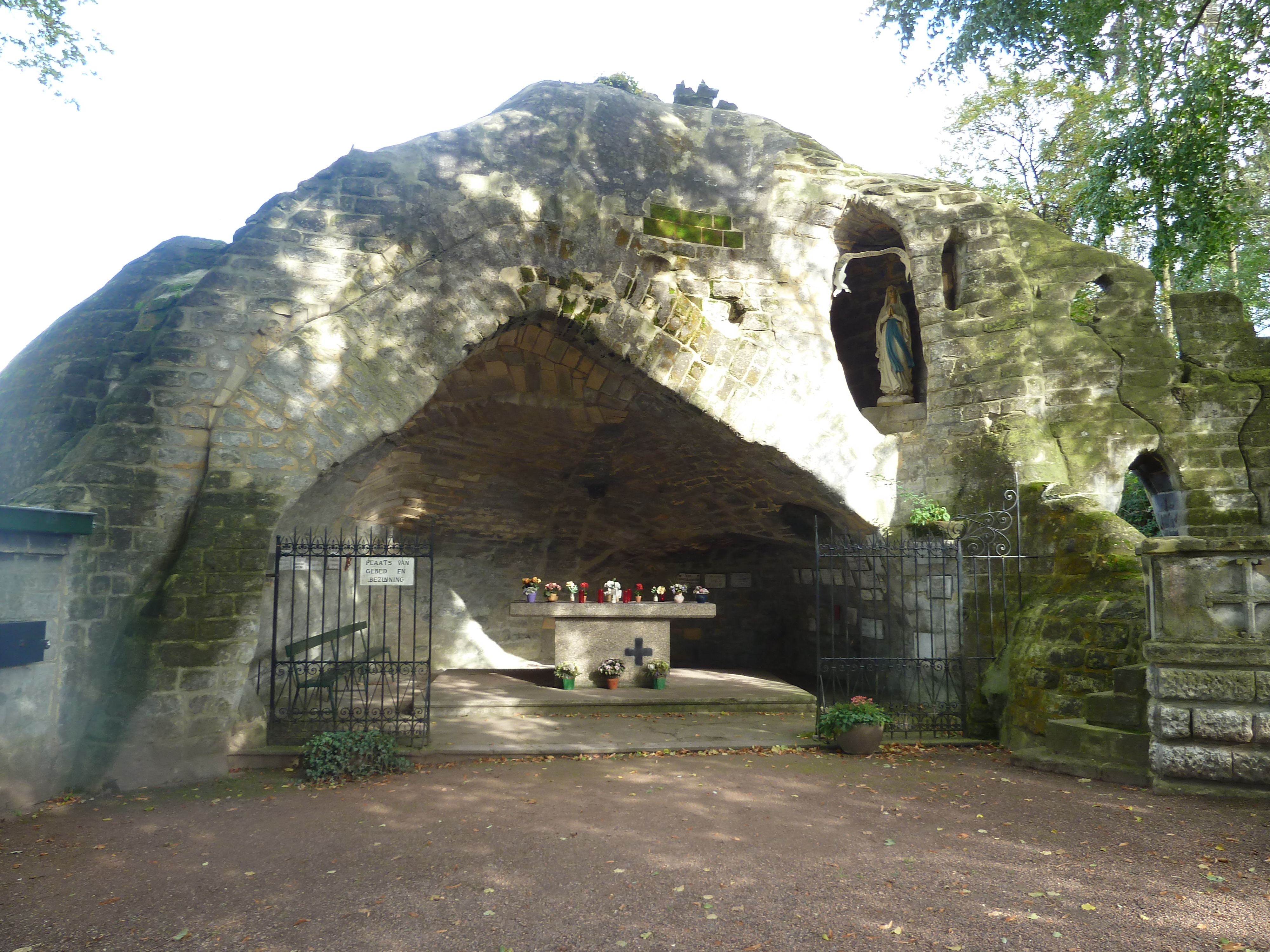
Lourdesgrot op het terrein van het Missiehuis
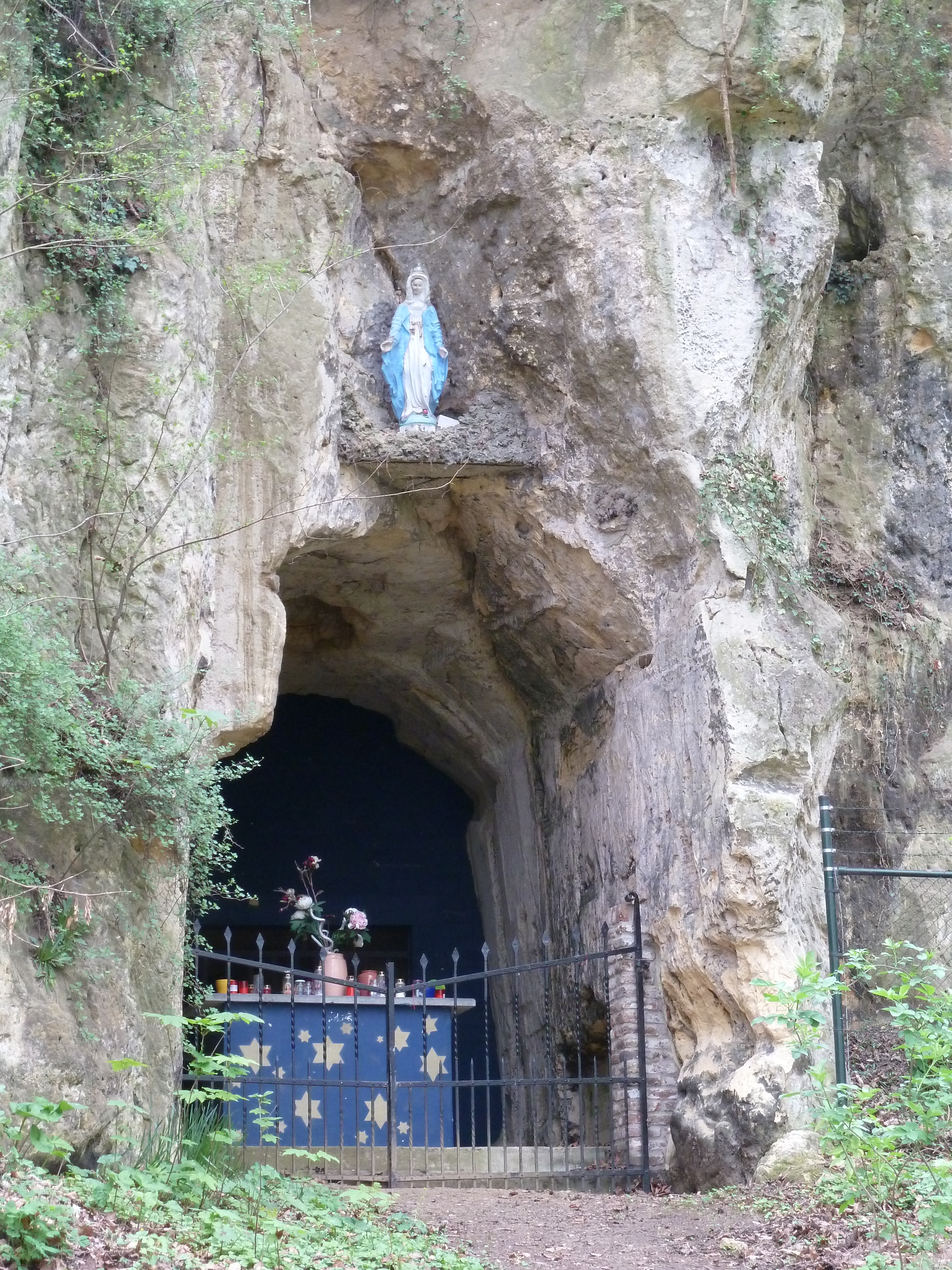
Lourdesgrot Pater Kustersweg

### Vakwerkboerderijen
In Cadier en Keer staan vier vakwerkboerderijen en –huizen, alle rijksmonumenten.

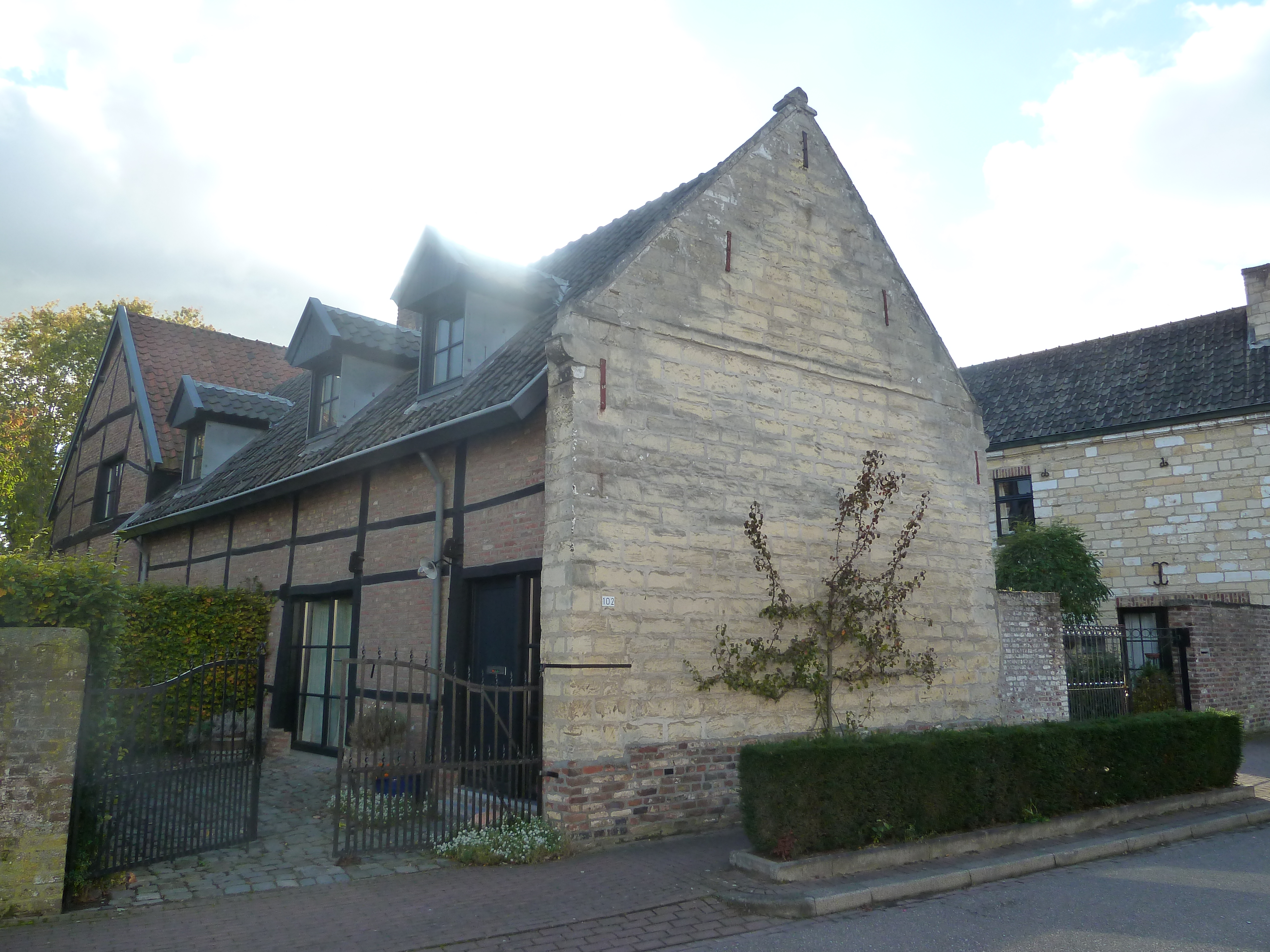
Kerkstraat 98
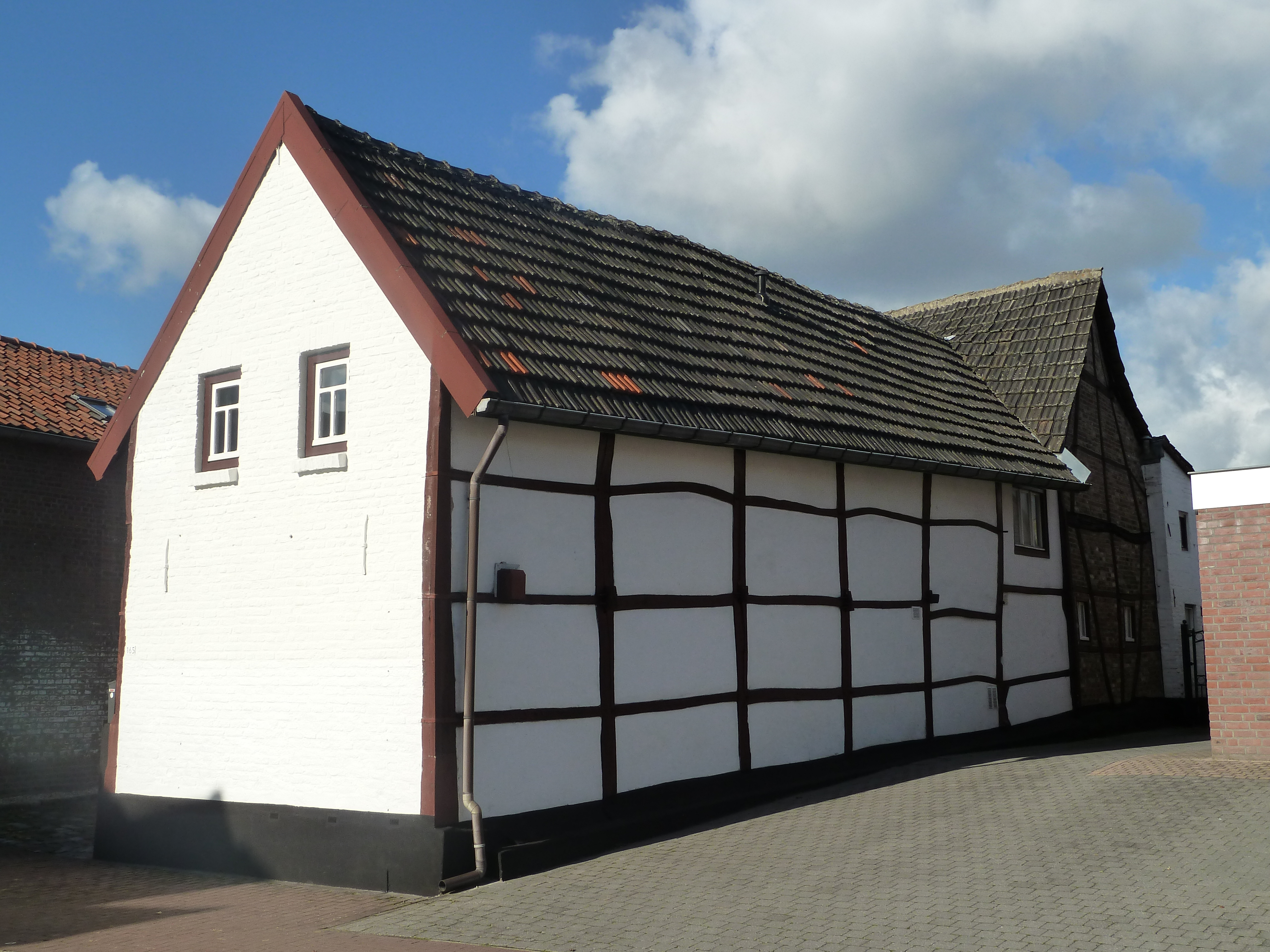
Kerkstraat 165
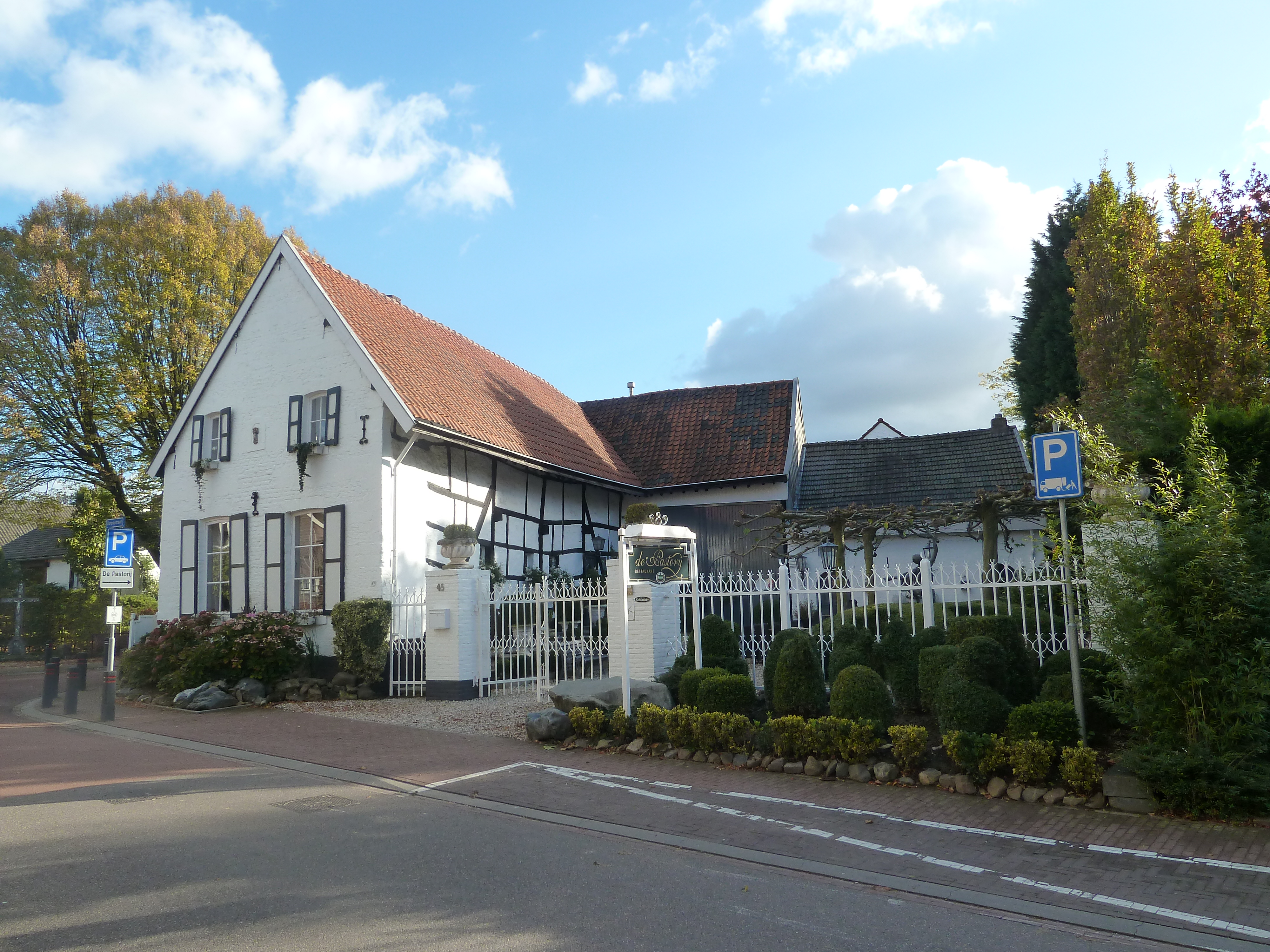
Dorpsstraat 45
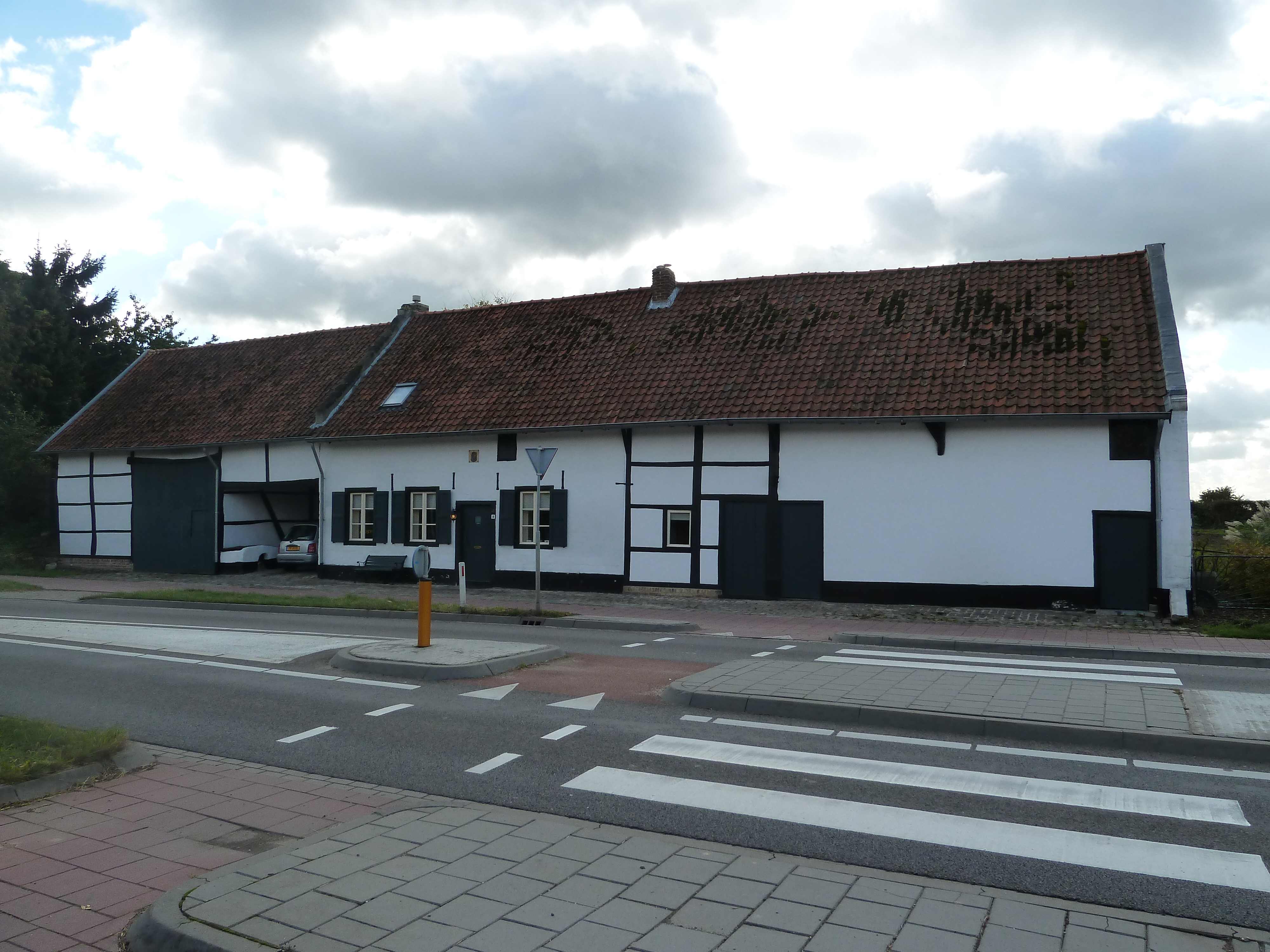
Rijksweg 46

### Overige monumenten
Huis Blankenberg is een neoclassicistisch kasteel uit het begin van de 19e eeuw. Aan de Rijksweg ligt de villa Berg en Dal uit 1912. 't Keerhoes is het voormalige gemeentehuis van Cadier en Keer. Behalve genoemde vakwerkboerderijen bevinden zich in het dorp diverse typisch Limburgse vierkantshoeven. In de Kerkstraat staat een oude zwingelput. Ten zuidwesten van het dorp staat de historische Hotsboom.

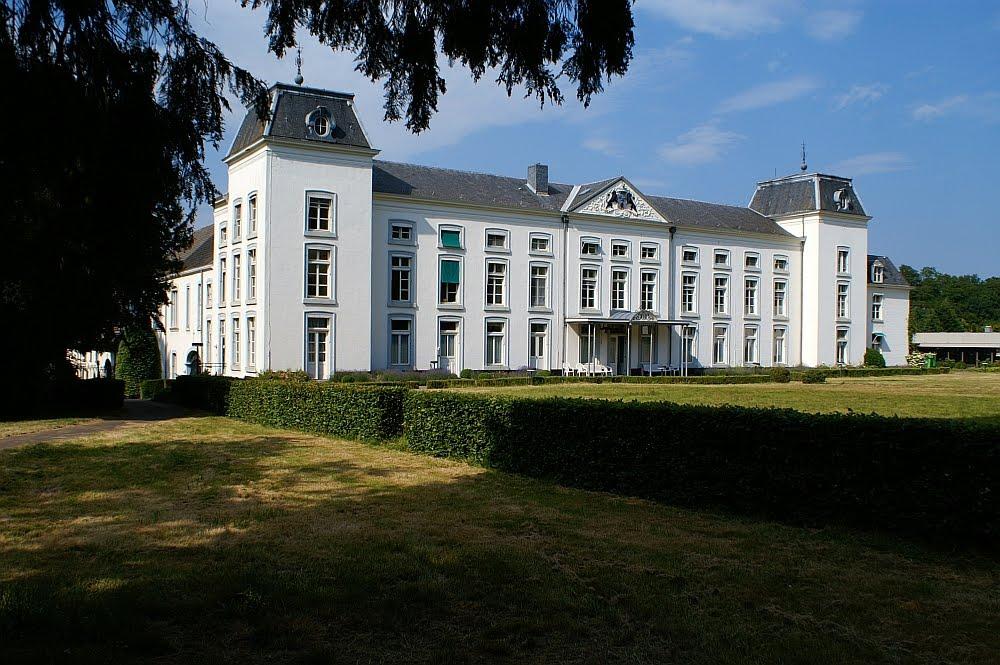
Kasteel Blankenberg
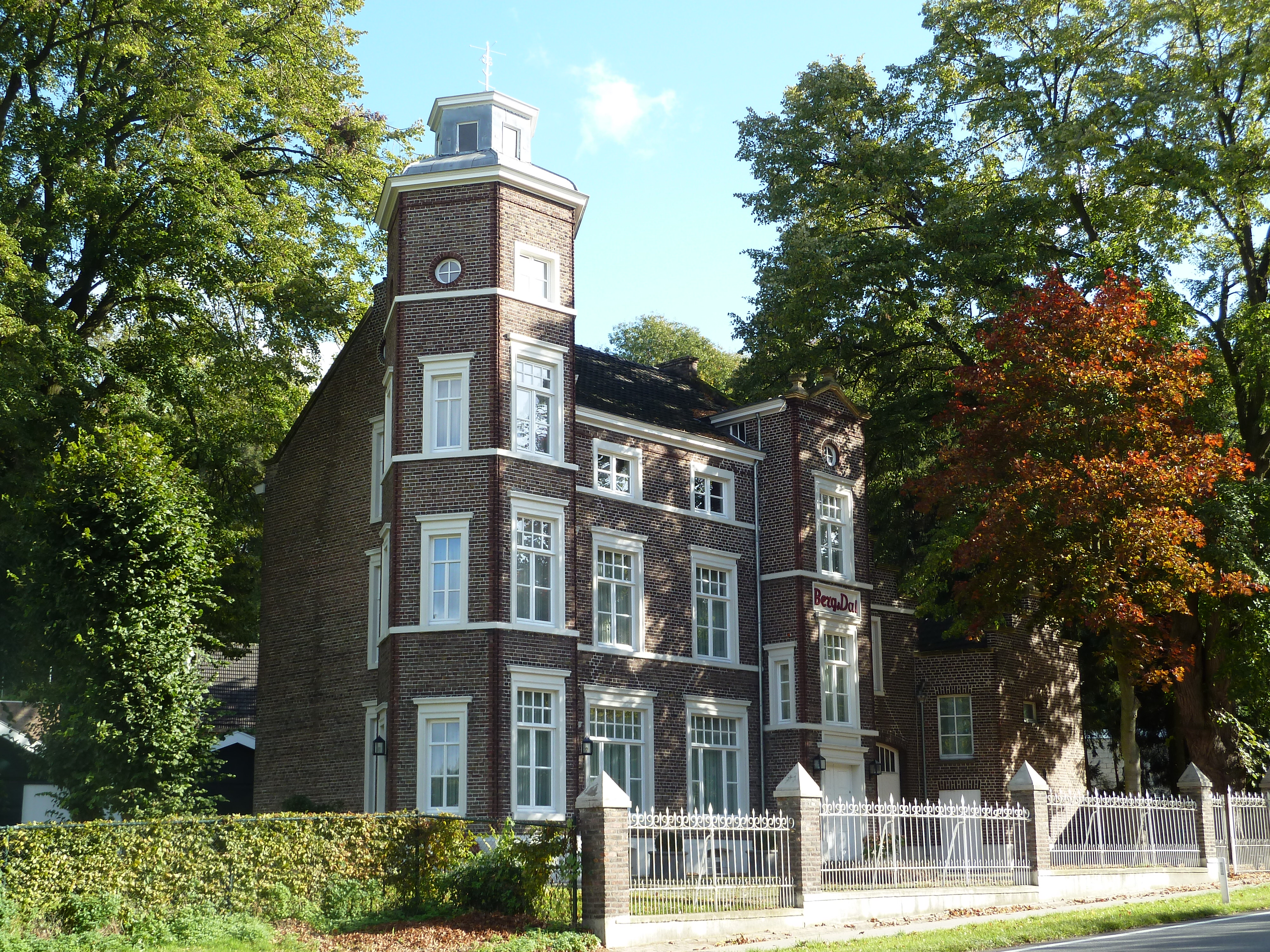
Berg en Dal, Rijksweg
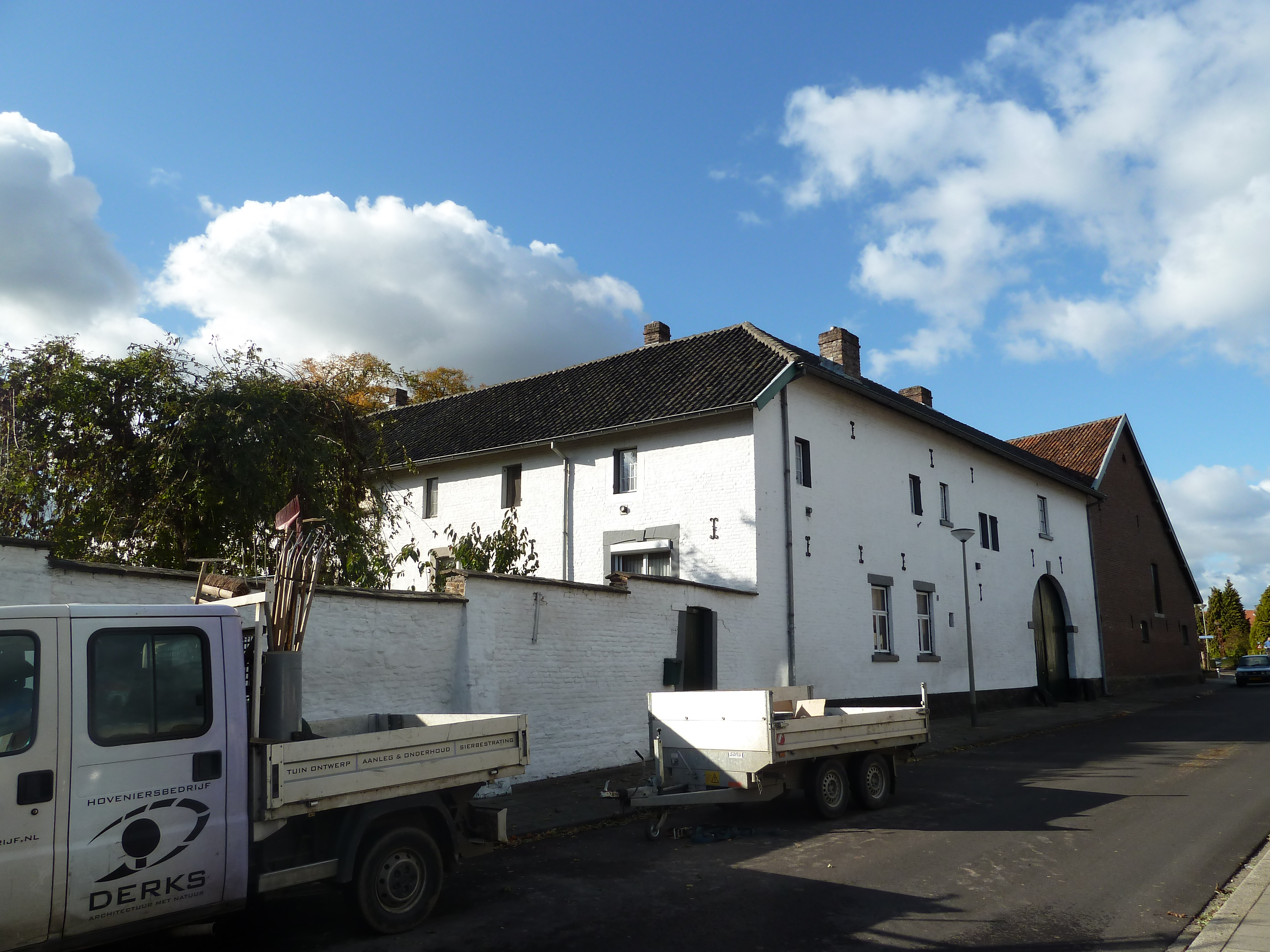
Kerkstraat 142
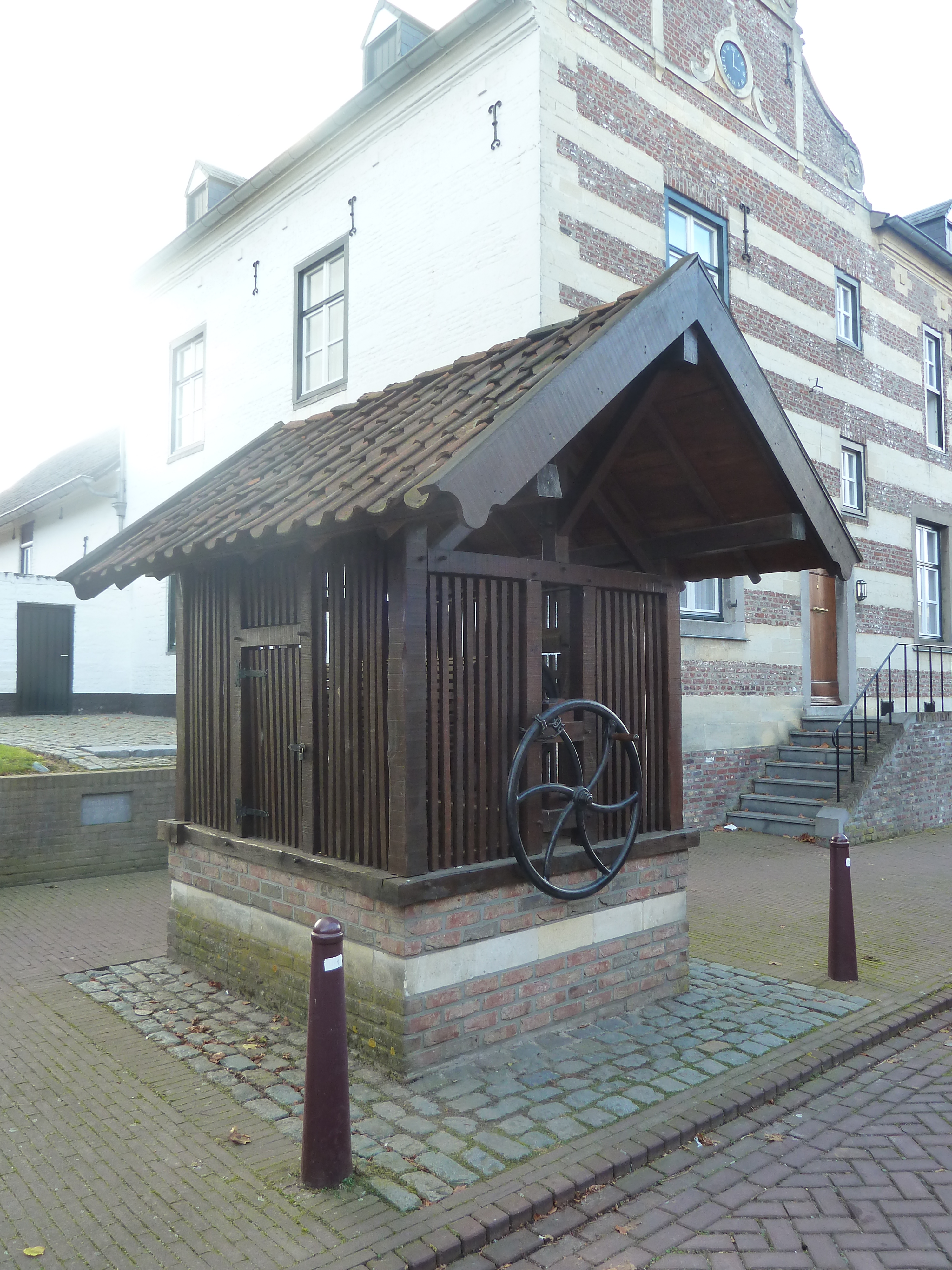
Zwingelput, Kerkstraat

## Natuur en landschap
Cadier en Keer ligt op het Plateau van Margraten op een hoogte van ongeveer 130 meter. In het zuidwesten ligt een complex hellingbossen, het Savelsbos op de Riesenberg. Bij de Riesenberg ligt in de Dorregrubbe een van de weinige natuurlijke bronnen, De Fontein. Ook ten oosten van het dorp vindt men een aaneengesloten reeks natuurgebieden: Schiepersberg (ook wel: Roese Kuilen genaamd en een hellingbos van 30 ha is in eigendom van de gemeente), Koeberggroeve, Julianagroeve, Klinkenberghbos en Groeve 't Rooth. Ten zuiden van het dorp ligt de voormalige Groeve Orenberg, een geologisch monument, en de kalksteengroeves Cadierdalgroeve I, II, III en IV.

## Nabijgelegen kernen
Berg, Gronsveld, Eckelrade, Bemelen, Margraten